# 加納夏雄
加納 夏雄（かのう なつお、1828年5月27日（文政11年4月14日） - 1898年（明治31年）2月3日）は、幕末から明治にかけて活躍した金工師。京都出身。

## 略伝

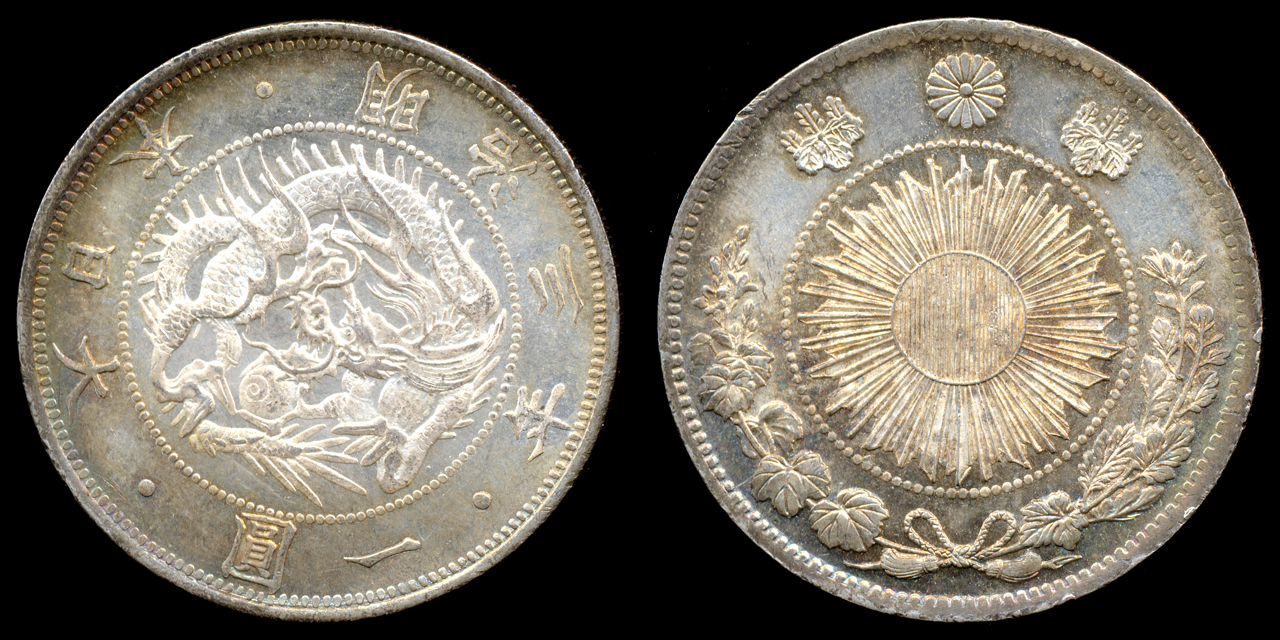
加納夏雄らのデザインを元に製造された竜銀貨。

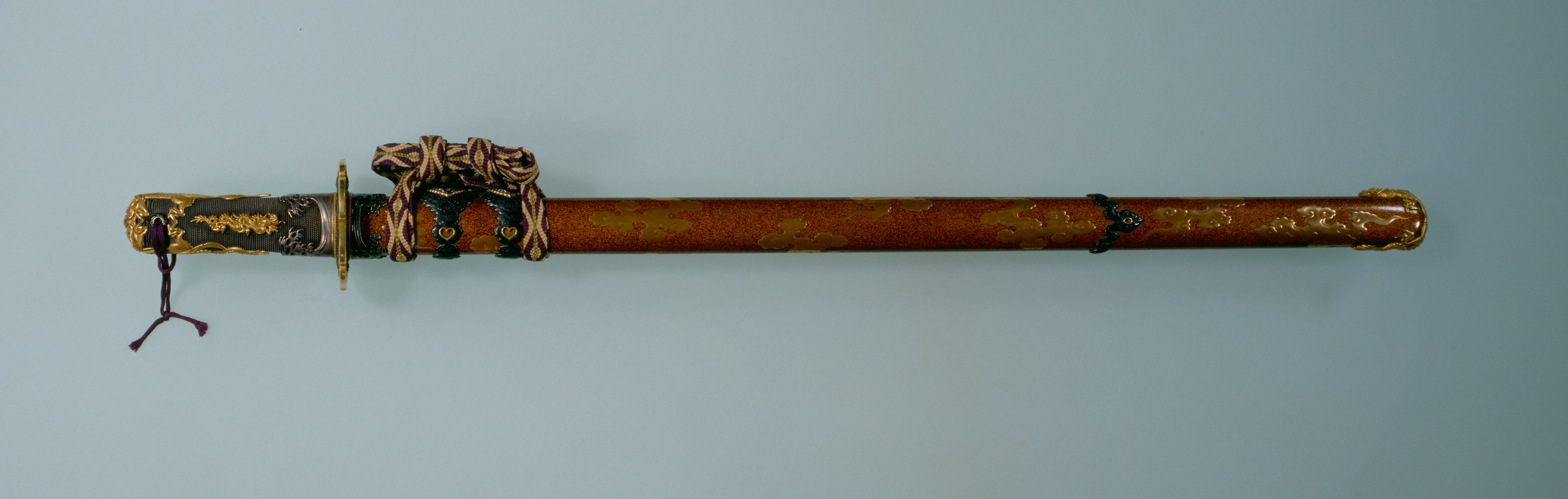
重要文化財「直刀 無銘（号 水龍剣） 附 梨地水龍瑞雲文宝剣」、1873年（拵えのみ）、東京国立博物館蔵。

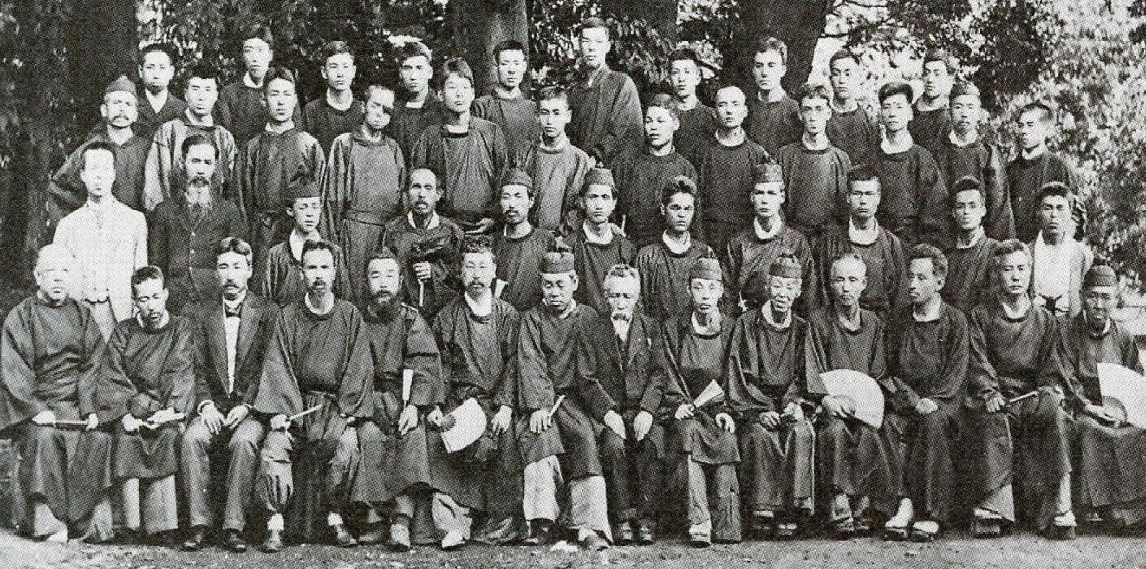
東京美術学校にて。最前列右から5人目

京都柳馬場御池の米屋に生まれる。本姓は伏見。7歳で刀剣商の加納治助の養子となると、ごく自然に鍔や柄の美しさに魅せられると見よう見まねで鏨を握るようになった。その才能を認めた養父母の勧めで12歳の頃から彫金師奥村庄八の元で修行し、線彫り、象嵌などの技法を身に着けた。14歳で円山四条派の絵師・中島来章に師事し写実を極める。1846年19歳で金工師として独立。安政元年（1854年）に江戸へ移り、神田に店を構え小柄や鐔などに生命を宿すことに心血を注ぐ。
鏨を斜めに方向け片側で彫ってゆく片切彫を得意とした。明治維新を迎えた後、明治2年（1869年）4月に皇室御用を命じられ、刀剣愛好家でもあった明治天皇の太刀飾りを担当した。
さらに同年7月、新政府から新貨幣の原型作成を依頼され、門下生と共に試鋳貨幣の作成を担当した。当初はそれを元にイギリスに極印の作成を依頼する予定だったが、見本を見たイギリス人技師ウォートルスがその完成度の高さから「これほどの名工が居るのにわざわざイギリスに依頼する必要はあるまい」と驚嘆させ、そのため新貨幣はデザインから型の制作まで全て加納および門下生に一任された。
明治5年（1872年）に行われた正倉院宝物修理の際、明治天皇が宝物の一つの聖武天皇が佩剣したとされる8世紀の直刀を気に入り手元に収めた。加納は明治天皇からこの直刀に合う拵えの作成を命じられ、翌明治6年（1873年）に完成させ、明治天皇はこれを「水龍剣」と号して佩用した。なお、昭和32年（1957年）に「直刀 無銘（号 水龍剣） 附 梨地水龍瑞雲文宝剣」として重要文化財に指定されている。
1876年廃刀令が交付されると多くの同業者は廃業に追い込まれるが、加納は注文が引きも切らず煙草入れや根付の名品を作り続ける。またその気品ある作品は海外でも人気を博し、その名は世界中に知れ渡った。
1890年第三回内国勧業博覧会で百鶴図花瓶が一等妙技賞を受賞し、その後宮内省買い上げとなり、明治宮殿桐の間に飾られたと伝えられる。またこの年東京美術学校の教授に就任し、さらに第1回帝室技芸員に選ばれる。
明治天皇の下命により、金具彫刻主任として1896年に「沃懸地御紋蒔絵螺鈿太刀拵」を完成させ、1903年に川之邊一朝らと共に「菊蒔絵螺鈿棚」を完成させた。これらは俗にいう「明治の三大製作（三大作）」のうちの2つである。

## 主な作品
- 福寿草図小柄　(清水三年坂美術館)
- 風吹秋草図鐔　(清水三年坂美術館)
- 剣具下図草稿　(東京国立博物館)
- 富嶽図小柄　(清水三年坂美術館)
- 朝顔に釣瓶図小柄　(清水三年坂美術館)
- 菖蒲革一ツ提煙草入れ　(清水三年坂美術館)
- 春ﾉ山路図シガレットケース　(清水三年坂美術館)
- 百鶴図花瓶　(三の丸尚蔵館)

## 栄典
- 1894年（明治27年）2月28日 - 従六位[7]